# Aridius hemicarinatus
Aridius hemicarinatus es una especie de coleóptero de la familia Latridiidae.

## Distribución geográfica
Habita en las Islas Malvinas.